# Gunung Pelar
Gunung Pelar är ett berg i Indonesien.   Det ligger i provinsen Aceh, i den västra delen av landet, 1 600 km nordväst om huvudstaden Jakarta. Toppen på Gunung Pelar är 1 112 meter över havet.
Terrängen runt Gunung Pelar är kuperad åt sydväst, men åt nordost är den bergig.Runt Gunung Pelar är det mycket glesbefolkat, med 5 invånare per kvadratkilometer. I omgivningarna runt Gunung Pelar växer i huvudsak städsegrön lövskog.